# レシャード・カレッド
レシャード・カレッド（パシュトー語: رشاد خالد、英語: Reshad Khaled、1950年 - ）は、アフガニスタン王国（当時）カンダハール出身のアフガニスタン系日本人医師。

## 人物
京都大学医学部卒、医学博士。関西電力病院、天理よろづ相談所病院、市立島田市民病院における勤務医を経た後、1993年より自身の開業したレシャード医院（静岡県島田市）院長。2002年4月に任意団体カレーズの会（静岡県静岡市）を設立し、同年7月より故郷カンダハールでの医療支援を開始、2013年9月26日にはカレーズの会が特定非営利活動法人として静岡市より認証を受ける。

## 経歴
- 1950年：アフガニスタン王国（当時）カンダハールで誕生[5]
- 1969年：千葉大学留学生部 入学[2]
- 1972年：京都大学医学部 編入[2]
- 1976年：京都大学医学部 卒業[1]
- 1982年：島田市民病院呼吸器科 医長[1]
- 1984年：京都大学 医学博士号取得[1]
- 1987年：日本に帰化[2][6]
- 1991年：松江赤十字病院 呼吸器科部長[1]
- 1993年：レシャード医院開設 医院長[1]
- 1999年：老人保健施設アポロン設立 理事長[1]
- 2002年：任意団体カレーズの会設立、故郷カンダハールでの医療支援を開始[3]
- 2003年：社会福祉法人島田福祉の杜設立 理事長[1]
- 2004年：京都大学医学部臨床教授 就任[1]
- 2008年：島田市医師会 会長[1]
- 2011年：老人保健施設アポロン伊太設立 理事長[1]
- 2012年：島田市医師会 任期満了につき退任[1]
- 2013年：特定非営利活動法人カレーズの会設立 代表[4]
- 2018年：平成30年度外務大臣表彰 受賞[7]

## 著作

### 単著
- 知ってほしいアフガニスタン―戦禍はなぜ止まないか（高文研、2009年） ISBN 9784874984307
- 最後の時を自分らしく―在宅医療ができること（新日本出版社、2017年） ISBN 9784406061384

### 共著
- 戦争に巻きこまれた日々を忘れない―日本とアフガニスタンの証言（新日本出版社、2016年）ISBN 9784406060387 - 長倉禮子との共著